# Tívoli (película)
Tívoli es una película de comedia erótica mexicana de 1974 escrita y dirigida por Alberto Isaac, y protagonizada por Alfonso Arau, Pancho Córdova, Lyn May y Carmen Salinas. Esta película está basada en la historia real de los últimos días de Tívoli, un teatro de revista que tuvo su apogeo en la década de 40 y principios de la década de los 50 en la Ciudad de México, y aspira a evocar, de manera nostálgica y humorística, la atmósfera de la animada vida nocturna de ese período. La trama principal de la película cuenta cómo un plan para derribar el teatro por parte de políticos, funcionarios de la ciudad y promotores inmobiliarios se encuentra con la resistencia de los artistas.

## Argumento
El dueño del Teatro Tívoli, Jesús Quijano «Quijanito», interpretado por Pancho Córdova, y un grupo de actores de ese lugar, se enfrentan contra un sistema gubernamental omnipoderoso que ha decidido demoler ese Teatro y hacen fallidos esfuerzos para evitar lo que finalmente resulta inevitable, esto es, la demolición del edificio. 
Retrata también la sórdida burocracia que aún hoy prevalece, palpable en la escena donde a Pancho Córdova, Mario García «Harapos», Carmen Salinas y otros actores, los hacen caminar por una interminable serie de pasillos y corredores, para finalmente, al traspasar la última de las puertas, ir a dar a la calle, sin que nadie haya escuchado sus peticiones, eso si, previamente a que el «Ingeniero Reginaldo»Ernesto Gómez Cruz haya decidido separar para sí, a Lyn May, en su papel de «Eva Candela». 
Es notable la actuación de Héctor Ortega, en su papel del «Licenciado Pantoja» o «El Cacomixtle», que en su papel de coyote, defrauda a este grupo de desesperados actores y que finalmente termina aliado con los funcionarios encargados de la demolición del Teatro.
Un punto que debe destacarse es la actuación de Alfonso Aráu en su papel del «Tiliches», quien decide elevar su queja por Televisión y es censurado y despedido de su programa televisivo.
Es también digno de mencionar la impunidad con que estos personajes se desempeñaban, por ejemplo, el asesinato del homosexual a manos de «El Creaturon», por una brutal golpiza en una casa de citas, donde estaban reunidos embriagándose, drogándose, los poderosos políticos del momento histórico en que se contextualiza la cinta. 
La censura, la burocracia, la corrupción, los abusos del poder, son elementos que se retratan puntualmente en la cinta, como fiel reflejo de la realidad y que prevalecen hasta nuestros días y por eso la película lejos de perder actualidad, se renueva diariamente.

## Reparto
- Pancho Córdova: (Jesús Quijano, Quijanito)
- Alfonso Aráu: (Tiliches)
- Carmen Salinas: (Chapas)
- Lyn May: (Eva Candela)
- Ernesto Gómez Cruz: (Ingeniero Reginaldo)
- Héctor Ortega: (Licenciado Pantoja, El «Cacomixtle»)
- Gina Moret: (Mimi Manila)
- Dorotea Guerra: (Lili)
- Mario García "Harapos": (Harapos)
- Dámaso Pérez Prado: (Dámaso Pérez Prado)
- Willy Wilhelmi: (Willy)
- Armando Pascual: (Lupe)
- Zully D'Tornell: (Naná)
- Alfredo Soto: (El Diablo)
- Germán Funes: (Homosexual)
- Pancho Muller: (Bulmaro)
- Gerardo Zepeda: (El Creaturón)
- Dai-won Moon: («Chi»)
- Javier Fuentes: (Director de escena)
- Mario Zebadúa «Colocho»": (Hombre ciego)
- Carolina Barret: (Sra. Quijano)
- Alberto Mariscal: (Alcalde)
- Paloma Zolaya: (Bailarina)
- Don Facundo: (El mismo)
- Roberto Correll: (Tarragón)
- Nathanael León «Frankenstein»: (Sobera)